# Даичи Хара
Даичи Хара (Шибуја 4. март 1997) је јапански репрезентаивац у слободном скијању у дисциплини могули. Почео је да скија са три године, а од 2009. бави се могулима. Од
шеснаесте године студира и тренира у Канади.
На Светском првенству за јуниоре 2014. заузео је тридесет четврто место, а на Светском првенству за сениоре 2017. био је двадесет трећи.
На Олимпијским играма у Пјонгчнагу 2018. остварио је највећи успех освајањем бронзане медаље.